# Панков, Алексей Иванович (полный кавалер ордена Славы)
Алексей Иванович Панков (15 августа 1924 — 14 июня 1982) — старшина Рабоче-крестьянской Красной Армии, участник Великой Отечественной войны, полный кавалер ордена Славы.

## Биография
Алексей Панков родился 15 августа 1924 года в деревне Дубки Бельского уезда. После окончания четырёх классов школы работал сначала почтальоном в селе Истратово Бельского района Тверской области, затем на лесопильном заводе во Владимире. В июле 1941 года Панков был призван на службу в Рабоче-крестьянскую Красную Армию. С августа того же года — на фронтах Великой Отечественной войны. Был ранен в марте и в августе 1942 года.
К январю 1944 года старший сержант Алексей Панков был разведчиком отдельной разведроты 54-й отдельной стрелковой бригады 97-го стрелкового корпуса 22-й армии 2-го Прибалтийского фронта. 31 января 1944 года во время разведки к юго-западу от посёлка Локня Псковской области он первым обнаружил обоз противника и лично уничтожил 6 солдат и взял ещё одного в плен. 21 февраля 1944 года в районе деревни Бардово Бежаницкого района той же области Панков уничтожил несколько солдат и взял в плен вражеского офицера с важными документами. 12 марта 1944 года Панков был награждён орденом Славы 3-й степени.
В ночь с 9 на 10 декабря 1944 года Панков во время ночной разведки в районе города Лазденен (ныне — Краснознамёнск Калининградской области) лично уничтожил 1 блиндаж и захватил в плен немецкого солдата, ещё нескольких ранил. Во время следующей разведки он взял в плен ещё двух вражеских солдат. 5 января 1945 года Панков был награждён орденом Славы 2-й степени.
25 января 1945 года, уже будучи помощником командира взвода 81-й отдельной разведроты 325-й стрелковой дивизии 43-й армии 3-го Белорусского фронта, Панков в составе разведгруппы в районе населённого пункта Иегер-Тактау к западу от города Лабиау (ныне — Полесск Калининградской области) уничтожил немецкий заслон, захватив в плен двух вражеских солдат. В одном из последующих боёв в том же районе Панков уничтожил ещё 6 вражеских солдат.
Указом Президиума Верховного Совета СССР от 24 марта 1945 года за «образцовое выполнение заданий командования в боях с немецкими захватчиками» старший сержант Алексей Панков был награждён орденом Славы 1-й степени за номером 151.
Участвовал в Параде Победы. После окончания войны был демобилизован. Первоначально проживал и работал на родине, работал председателем колхоза, в 1976 году переехал в город Сафоново Смоленской области. Умер 14 июня 1982 года, похоронен на кладбище у бывшей 11 шахты в Сафоново.

## Награды
- орден Красной Звезды (19.9.1943)[4]
- орден Славы 1-й (24.03.1945)[7], 2-й (5.1.1945)[6] и 3-й (12.4.1944)[5] степеней
- орден Отечественной войны 2-й степени (28.4.1945)[8]
- медали[3].